# Gary Bartz
Gary Bartz (Baltimore, 1940. szeptember 26. –) kétszeres Grammy-díjas amerikai szaxofonos, klarinétos, fuvolás. Több mint 40 albuma van, több mint 200 lemezen működött közre.

## Pályakép
Bartz egy baltimore-i éjszakai klub tulajdonosának fiaként ismerte meg a dzsesszt. 1958-ban elhagyta Baltimore-t, hogy a Juilliard Schoolban tanuljon. Az 1960-as évek elején Eric Dolphyvel és McCoy Tynerrel lépett fel Charles Mingus Jazz Workshopjában. Max Roach és Abbey Lincoln mellett dolgozott, aztán csatlakozott Art Blakey-hez és a Jazz Messengershez.
1968-ban tagja volt McCoy Tyner Expansions nevű együttesének.
1970 közepén csatlakozott Miles Davishez, augusztusban élőben lépett fel az Isle Of Wight fesztiválon, decemberben a washingtoni The Cellar Door klubban. Ezeknek a műsoroknak egy része eredetileg az 1971-es Live-Evil albumon jelent meg, a teljes hat előadás pedig végül 2005-ben.
Bartz Grammy-díjat kapott a „Legjobb latin jazz előadásért” − Roy Hargrove „Habana” című művéért −, később a McCoy Tyner Illuminationsért.
Elnyerte a BNY Mellon Jazz 2015 Living Legacy Award díját, amelyet egy különleges ceremónián adtak át a Kennedy Centerben.
Bartz az Oberlin College-on dzsessz-szaxofon tanára.

## Lemezválogatás
- Libra/Another Earth (1967/68)
- Harlem Bush Music: Taifa and Uhuru (1970-71)
- Love Song (Vee Jay International 1977/ Bandcamp 2020, and George Cables, Carl McDaniels, Curtis Robertson, Howard King, Rita Greene)
- West 42nd Street (1990 and Claudio Roditi)
- There Goes The Neighborhood (1990) and Kenny Barron, Ray Drummond, Ben Riley
- Shadows (1992) and Willie Williams, Benny Green, Christian McBride, Victor Lewis
- Episode One: Children of Harlem (1994 and Larry Willis, Buster Williams, Ben Riley)
- The Montreal Concert (1999, and Peter Leitch)
- Live @ The Jazz Standard, Volume 1 - Soulstice (1999, and Barney McAll, Kenny Davis, Greg Bandy)
- Live at the Jazz Standard Vol. 2 (1999, and Barney McAll, Paul Bollenback, James King, Greg Bandy, Danny Robbins)
- Kankawa Meets Gary Bartz (2003, and Toshihiko Kankawa, Greg Bandy)
- Soprano Stories, (2005, and George Cables, John Hicks, James King, Greg Bandy)
- Coltrane Rules: Tao of a Music Warrior (rec. 2000, ed. 2012, and Barney McAll, James King, Greg Bandy)
- Gary Bartz & Maisha Night Dreamer (2020, and Axel Kaner-Lidstrom, Al MacSween, Shirley Tetteh, ? Dylan, Jake Long, Tim Doyle)